# Divinity (rete televisiva)
Divinity è un canale televisivo spagnolo del gruppo Mediaset España Comunicación.

## Storia
Il 23 febbraio 2011 diversi portali internet hanno fatto eco al lancio di due nuovi canali da parte di Telecinco, uno per gli uomini e l'altro per le donne, che ha suggerito il ritorno di Nueve. Il giorno successivo, il 24 febbraio 2011, Telecinco ha confermato con un comunicato stampa che un nuovo canale destinato alle donne stava per essere lanciato. Il nuovo canale è stato chiamato come Divinity, con una programmazione simile a quella di Nueve.
Il 1º marzo 2011, Telecinco ha iniziato le trasmissioni di prova di Divinity, prima del suo lancio il 1º aprile 2011.